# Victor Hănescu
Victor Hănescu (nacido el 21 de julio de 1981 en Bucarest) es un ex-tenista rumano, cuyo mejor puesto en el ranking de la ATP ha sido el n.º 26. 
En el Torneo de Roland Garros de 2005, Hanescu tuvo su mejor resultado en un torneo de Grand Slam cuando venció al argentino David Nalbandian en cinco sets en la ronda de dieciseisavos. Luego de ello, en cuartos de final, perdió contra el número uno del ranking mundial, Roger Federer.

## Controversia
En el Campeonato de Wimbledon 2010, Hanescu fue abucheado y burlado por un grupo de espectadores durante su derrota en la tercera ronda frente a Daniel Brands, de Alemania. El grupo le llamó gitano, un término altamente racista y despectivo en Rumania. Frustrado por las lesiones y por la conducta de las masas, él respondió al escupir hacia algunos espectadores y recibió una amonestación del árbitro por conducta antideportiva. Luego,hizo deliberadamente cuatro faltas de pie de servicio para perder dos puntos, dando a Brands una ventaja de 3-0 en el último set, antes de retirarse. Cuatro espectadores fueron detenidos más tarde por la policía bajo la Sección 5 de la Ley de Orden Público. Hanescu también fue multado con 15 000 dólares estadounidenses por su conducta, siendo esta la primera de este tipo en su carrera.

## Títulos (2;1+2)

### Individuales (1)
| Leyenda                                                  |
| Grand Slam (0)                                           |
| ATP Wourld Tour Final (0)                                |
| ATP Masters 1000 (0)                                     |
| ATP World Tour 500 series (0)                            |
| ATP International Series / ATP World Tour 250 series (1) |

| N.º | Fecha              | Torneo | Superficie    | Oponente en la final | Resultado |
| --- | ------------------ | ------ | ------------- | -------------------- | --------- |
| 1.  | 7 de julio de 2008 | Gstaad | Tierra batida | Igor Andreev         | 6-3 6-4   |

### Finalista en individuales (4)
| Leyenda                                                  |
| Grand Slam (0)                                           |
| ATP Wourld Tour Final (0)                                |
| ATP Masters 1000 (0)                                     |
| ATP World Tour 500 series (0)                            |
| ATP International Series / ATP World Tour 250 series (4) |

| N.º | Fecha                    | Torneo     | Superficie    | Oponente en la final | Resultado      |
| --- | ------------------------ | ---------- | ------------- | -------------------- | -------------- |
| 1.  | 10 de septiembre de 2007 | Bucarest   | Tierra batida | Gilles Simon         | 6-4 3-6 2-6    |
| 2.  | 13 de julio de 2009      | Stuttgart  | Tierra batida | Jeremy Chardy        | 6-1 3-6 4-6    |
| 3.  | 5 de abril de 2010       | Casablanca | Tierra batida | Stanislas Wawrinka   | 2-6 3-6        |
| 4.  | 21 de mayo de 2011       | Niza       | Tierra batida | Nicolás Almagro      | 7-6(5) 3-6 3-6 |

### Clasificación en torneos del Grand Slam
| Torneo             | 2011 | 2010 | 2009 | 2008 | 2007 | 2006 | 2005 | 2004 | 2003 | Títulos |
| ------------------ | ---- | ---- | ---- | ---- | ---- | ---- | ---- | ---- | ---- | ------- |
| Australian Open    | 1r   | 2r   | 2r   | 1r   | 1r   | 1r   | 2r   | 1r   | -    | 0       |
| Roland Garros      |      | 3r   | 4r   | 2r   | 1r   | -    | QF   | 2r   | 3r   | 0       |
| Wimbledon          |      | 3r   | 3r   | 2r   | -    | -    | 2r   | 1r   | 3r   | 0       |
| US Open            |      | 2r   | 1r   | 2r   | -    | -    | 1r   | 1r   | 1r   | 0       |
| Tennis Masters Cup | -    | -    | -    | -    | -    | -    | -    | -    | 0    |         |

### Dobles (2)
| Leyenda                |
| Grand Slam (0)         |
| Tennis Masters Cup (0) |
| ATP Masters Series (0) |
| ATP Tour (2)           |

| N.º | Fecha                 | Torneo    | Superficie    | Pareja          | Oponentes en la final           | Resultado |
| --- | --------------------- | --------- | ------------- | --------------- | ------------------------------- | --------- |
| 1.  | 14 de julio de 2008   | Kitzbuhel | Tierra batida | James Cerretani | Lucas Arnold Ker Olivier Rochus | 6-3 7-5   |
| 2.  | 27 de febrero de 2011 | Acapulco  | Tierra batida | Horia Tecau     | Marcelo Melo Bruno Soares       | 6-1 6-3   |

### Finalista en dobles (2)
- 2005: Bucarest (junto a Andrei Pavel pierden ante José Acasuso y Sebastián Prieto)
- 2009: Stuttgart (junto a Horia Tecau pierden ante Frantisek Cermak y Michal Mertinak)

### Challengers (7)
| N.º | Fecha                    | Torneo    | Superficie    | Oponente en la final    | Resultado   |
| --- | ------------------------ | --------- | ------------- | ----------------------- | ----------- |
| 1.  | 23 de septiembre de 2002 | Maia      | Tierra batida | Óscar Hernández         | 6–1 3–6 6–3 |
| 2.  | 4 de octubre de 2004     | Roma      | Tierra batida | Francesco Aldi          | 7–6 6–2     |
| 3.  | 30 de julio de 2007      | Timişoara | Tierra batida | Santiago Ventura        | 7–6 6–3     |
| 4.  | 13 de agosto de 2007     | Graz      | Tierra batida | Leonardo Mayer          | 7–6 6–2     |
| 5.  | 30 de septiembre de 2007 | Bucarest  | Tierra batida | Marcel Granollers Pujol | 7–6 6–1     |
| 6.  | 15 de julio de 2012      | Timisoara | Tierra batida | Guillaume Rufin         | 6-0 6–3     |
| 7.  | 23 de septiembre de 2012 | Szczecin  | Tierra batida | Íñigo Cervantes Huegun  | 6-4, 7-5    |